# Le Plessis-Hébert
Le Plessis-Hébert és un municipi francès situat al departament de l'Eure i a la regió de Normandia. L'any 2007 tenia 411 habitants.

## Demografia

### Població
El 2007 la població de fet de Le Plessis-Hébert era de 411 persones. Hi havia 148 famílies de les quals 20 eren unipersonals (8 homes vivint sols i 12 dones vivint soles), 72 parelles sense fills, 52 parelles amb fills i 4 famílies monoparentals amb fills.
La població ha evolucionat segons el següent gràfic:
Habitants censats

### Habitatges
El 2007 hi havia 189 habitatges, 153 eren l'habitatge principal de la família, 31 eren segones residències i 5 estaven desocupats. 181 eren cases i 5 eren apartaments. Dels 153 habitatges principals, 136 estaven ocupats pels seus propietaris, 14 estaven llogats i ocupats pels llogaters i 3 estaven cedits a títol gratuït; 2 tenien una cambra, 7 en tenien dues, 18 en tenien tres, 40 en tenien quatre i 86 en tenien cinc o més. 122 habitatges disposaven pel capbaix d'una plaça de pàrquing. A 54 habitatges hi havia un automòbil i a 93 n'hi havia dos o més.

### Piràmide de població
La piràmide de població per edats i sexe el 2009 era:
| Homes | Edats   | Dones |
| ----- | ------- | ----- |
| 0     | 95 o +  | 0     |
| 0     | 90 a 94 | 4     |
| 0     | 85 a 89 | 12    |
| 4     | 80 a 84 | 0     |
| 4     | 75 a 79 | 0     |
| 12    | 70 a 74 | 8     |
| 12    | 65 a 69 | 8     |
| 0     | 60 a 64 | 8     |
| 12    | 55 a 59 | 8     |
| 20    | 50 a 54 | 16    |
| 12    | 45 a 49 | 12    |
| 8     | 40 a 44 | 16    |
| 8     | 35 a 39 | 8     |
| 20    | 30 a 34 | 20    |
| 16    | 25 a 29 | 12    |
| 4     | 20 a 24 | 0     |
| 8     | 15 a 19 | 4     |
| 20    | 10 a 14 | 4     |
| 12    | 5 a 9   | 20    |
| 12    | 0 a 4   | 8     |

## Economia
El 2007 la població en edat de treballar era de 270 persones, 199 eren actives i 71 eren inactives. De les 199 persones actives 188 estaven ocupades (92 homes i 96 dones) i 11 estaven aturades (6 homes i 5 dones). De les 71 persones inactives 28 estaven jubilades, 21 estaven estudiant i 22 estaven classificades com a «altres inactius».

### Ingressos
El 2009 a Le Plessis-Hébert hi havia 155 unitats fiscals que integraven 416 persones, la mediana anual d'ingressos fiscals per persona era de 20.647,5 €.

### Activitats econòmiques
Dels 12 establiments que hi havia el 2007, 2 eren d'empreses de fabricació d'altres productes industrials, 3 d'empreses de construcció, 3 d'empreses de comerç i reparació d'automòbils, 1 d'una empresa financera, 1 d'una empresa de serveis i 2 d'entitats de l'administració pública.
Dels 3 establiments de servei als particulars que hi havia el 2009, 1 era un guixaire pintor, 1 fusteria i 1 empresa de construcció.
L'any 2000 a Le Plessis-Hébert hi havia 9 explotacions agrícoles que ocupaven un total de 684 hectàrees.

## Poblacions més properes
El següent diagrama mostra les poblacions més properes.